# Клаптик паперу
Клаптик паперу (англ. A Scrap of Paper) — американська короткометражна кінокомедія Роско Арбакла 1918 року.

## Сюжет
Фатті протистоїть Кайзеру у своїй штаб-квартирі, і каже йому, що він буде переможений за допомогою клаптика паперу, тобто війною облігацій.

## У ролях
- Роско «Товстун» Арбакл — Фатті
- Глен Кавендер — Кайзер
- Аль Ст. Джон — принц
- Монті Бенкс — солдат